# 앵그리 그랜파

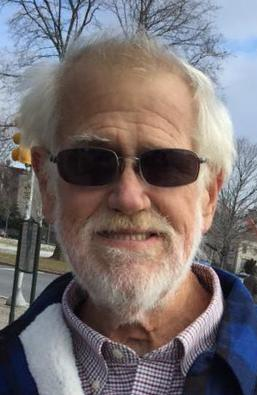
앵그리 그랜파

찰스 마빈 그린 주니어(영어: Charles Marvin Green Jr., 1950년 10월 16일 조지아주 채텀군 ~ 2017년 12월 10일 사우스캐롤라이나주 서머빌)는 앵그리 그랜파(Angry Grandpa)라는 별칭으로 잘 알려진 미국의 인터넷 유명인이다. HLN의 《닥터 드루》(Dr. Drew), TruTV의 《모스트 쇼킹》(Most Shocking), 《류드 튜브》(Rude Tube), MTV의 《프랭크드》(Pranked)에 출연하면서 널리 알려졌다.
그의 유튜브 채널인 "TheAngryGrandpaShow"는 400만 명에 달하는 구독자, 6억 2,700만 명에 달하는 조회 수를 기록했다. 그의 2번째 유튜브 채널인 "GrandpasCorner"는 자신의 사생활에 관한 이야기를 공유하는 개인 채널이었다. 그 외에 "메일백 먼데이"(Mailbag Monday)라는 특별 주간 코너를 통해 시청자들이 보낸 편지를 읽었다.
그의 팬들은 "할아버지의 군대"(Grandpa's Army)라는 이름으로 알려져 있으며 그는 자신의 팬들을 "젊은이"(youngins)라는 애칭으로 불렀다. 2017년 12월 10일에 간경변으로 인해 향년 67세를 일기로 사망했다.